# نشر دیگر
نشر دیگر ناشر کتاب‌های علوم سیاسی، فلسفه سیاسی، تاریخ، اقتصاد، و آثار مدرن و کلاسیک سوسیالیستی، مسائل زنان و فمینیسم (از جمله کتاب جامعه‌شناسی جنسیت) است. نازی اسکویی، فعال حوزه زنان، مدیر مسئول این انتشارات است و مدیریت داخلی آن برعهده علی امینی بوده و یاشار امینی، فرزند نازی اسکویی مدیر فنی آن است.

در ۲۸ اردیبهشت ۱۳۸۸ اخطار اولیه‌ای برای این ناشر از سوی دادگاه انقلاب صادر شد و پس از آن آن مأموران وزارت اطلاعات اسناد این انتشارات را توقیف کردند و جلسات بازپرسی با حضور مدیر و کارمندان دیگر این مؤسسه انتشاراتی برگزار کردند. گفته می‌شود برخوردهای انجام شده با این انتشارات به دنبال اعتراض نشر دیگر به عدم صدور مجوز برای شرکت در نمایشگاه کتاب بوده‌است (به نشر دیگر و چند ناشر مطرح دیگر از جمله انتشارات آگاه، انتشارات جامه دران و انتشارات اختران اجازه حضور در بیست و یکمین نمایشگاه بین‌المللی کتاب تهران در اردیبهشت سال ۱۳۸۸ داده نشد. علت عدم حضور آنان از سوی وزارت ارشاد اعلام نشد و مسئولان ارشاد تنها به صورت شفاهی به آن‌ها اعلام کردند که امکان صدور مجوز برای حضور آنان در نمایشگاه وجود ندارد. پس از آن نشر دیگر نسبت به ممنوع شدن حضورش در نمایشگاه کتاب اقدام به اعتراض نمود.) این بازجویی‌ها ادامه یافته و علاوه بر احضار اسکویی، علی امینی و یاشار امینی نیز چند بار احضار شدند. آنچه تاکنون مورد پرسش وزارت اطلاعات بوده‌است انگیزهٔ انتخاب کتاب‌ها و نوع محتوای کتاب‌ها و مترجمان و مؤلفان، رابطه با فعالان حقوق زنان، کارگران، دانشجویان و اعضای کانون نویسندگان، همچنین حضور در گورستان‌های خاوران و امامزاده طاهر و شرکت در مراسم‌های شاملو، مختاری و پوینده و نظایر آن بوده‌است. مدیر فنی این انتشارات، یاشار امینی، نیز از ۱۶ خرداد ۱۳۸۸ در جریان بازرسی دفتر این انتشارات بازداشت شد و بدون ابلاغ جرمی از سوی دادگاه به وی و خانواده‌اش به زندان اوین منتقل شد و پس از گذراندن ۱۵ روز زندان انفرادی تا تاریخ ۱۱ تیر ۱۳۸۸ به بند ۲۰۹ زندان اوین منتقل شده‌است.